# Levasseur PL.2
Levasseur PL.2 là một loại máy bay ném bom ngư lôi của Pháp, do Pierre Levasseur thiết kế cho Hải quân Pháp.

## Biến thể
- PL 2.01:
- PL 2.02:
- PL.2:

## Quốc gia sử dụng
Pháp
- Hải quân Pháp
  - Escadrille 7B2

## Tính năng kỹ chiến thuật
Dữ liệu lấy từ The Illustrated Encyclopedia of Aircraft
Đặc điểm tổng quát
- Kíp lái: 1
- Chiều dài: 14.9 m (49 ft 8.50 in)
- Sải cánh: 15.15 m (49 ft 8½ in)
- Chiều cao: 3.9 m (13 ft 3.25 in)
- Trọng lượng có tải: 3.653 kg (8.053 lb)
- Powerplant: 1 × Renault 12Ma, 433 kW (580 hp)

Hiệu suất bay
- Vận tốc cực đại: 180 km/h (112 mph)
- Tầm bay: 700 km (435 dặm)
- Trần bay: 2.454 m (8.052 ft)

Vũ khí trang bị
- 1 x súng máy 7,7 mm (0.303 in)
- 450 kg (992 lb) ngư lôi hoặc bom